# アヌーク
アヌーク・テーウヴェ（オランダ語: Anouk Teeuwe、1975年4月8日 - ）、芸名アヌークはオランダの歌手、シンガーソングライター、プロデューサーである。
アヌークはオランダで最も人気の高い女性ロック歌手とみられている。1997年にシングル「Nobody's Wife」が発売されたのをきっかけにオランダおよびベルギーで多数のヒット曲を量産し、「R U Kiddin' Me」、「Michel」、「Girl」、「Lost」、「One Word」、「I Don't Wanna Hurt」「Modern World」、「Three Days in a Row」、「Woman」などが代表作として挙げられる。
2012年までに7枚のアルバムを発売し、2013年5月には8枚目の『Sad Singalong Songs』が発売される。また同じ2013年5月にユーロビジョン・ソング・コンテスト2013のオランダ代表としてスウェーデンのマルメで開催される同大会に出場し、「Birds」を歌う。

## 来歴

### 出自
アヌーク・テーウヴェは1975年4月8日にオランダ、デン・ハーグに生まれる。少女時代にドラッグを経験し、14歳で家を出た後は少年施設を転々とする。
音楽への関心は、ブルース歌手であった母親の影響であった。15歳からショットガン・ウェディング（Shotgun Wedding）というバンドに属し、結婚式やパーティーで歌うようになる。1994年よりロッテルダム音楽院に通うが2年後に中退する。同じ頃、当時の夫を通じてゴールデン・イヤリングのバリー・ヘイに出会う。ヘイはアヌークの才能を見出して楽曲の提供を申し出る。こうして、ヘイ、および同じバンドメンバーのゲオルゲ・コーイマンスによって製作された楽曲のひとつが「Mood Indigo」であった。

### ブレイクスルー
ソングライターのバルト・ファン・フェーン（Bart van Veen）と出会ってから、2人で複数の楽曲を作る。1997年9月5日、2枚目のシングルである「Nobody's Wife」が発売された。この楽曲は数週間にわたり連続でオランダのヒットチャートの首位を維持し、またノルウェーやスウェーデンでもヒットとなる。デビュー・アルバムの『Together Alone』も大きな成功を収めた。1998年にアヌークはオランダの音楽チャンネルThe Music Factoryより2つの賞を受賞、更にエディソン賞も受ける。
2枚目のアルバム『Urban Solitude』は1999年11月に発売された。収録曲の「R U Kiddin' Me」はオランダのヒットチャートthe Dutch Top 100にランクインした。アヌークは米国人のプロデューサーとともに、アメリカ合衆国でのレコード契約を目指してアメリカ合衆国にわたるが、失敗に終わる。アヌークはオランダに戻って活動を続け、新曲「Don't」を発表、2011年2月よりオランダ国内をツアーする。
2001年3月には新しいアルバム『Lost Tracks』が発売される。このアルバムには過去の楽曲のアコースティック・バージョンやB面収録曲、サラ・ベッテンスやレモン・ストタインとのデュエットなどが収録されている。この年、アヌークはPopprijs賞を受賞した。
2002年11月、アルバム『Graduated Fool』が発売された。このアルバムはアヌークのキャリアの中で最もロック色の強いものであった。2003年にはゴールデン・ハープ賞を受賞する。次のアルバムは2004年の『Hotel New York』で、この中から「Girl」、「Lost」、「Jerusalem」、「One Word」の4曲がシングル化された

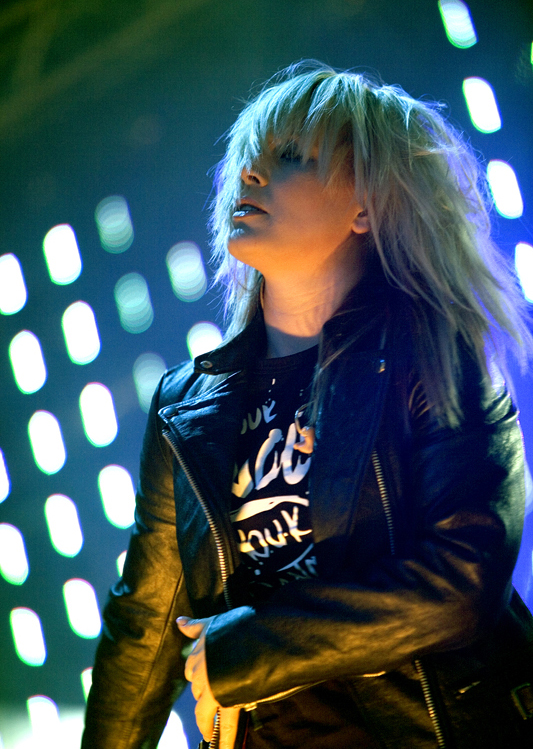
2006年の音楽祭Dauwpopにて

2006年、ラジオ放送局3FMより最優秀女性歌手に選出された。2007年に発売されたアルバム『Who's Your Momma』では、プロデューサーにグレン・バラードを起用した。収録曲から最初のシングル・カットは「Good God」であり、4か月以上にわたってヒットチャートにランクインする成功を収めた。この曲は2008年のビデオゲーム「ギター・ヒーロー・ワールド・ツアー」にも収められている。
2009年のアルバム『For Bitter or Worse』からは「Three Days in a Row」がオランダのヒットチャートで首位となった。
アヌークの次のアルバム『To Get Her Together』は2011年5月に発売された。この年の2月28日に収録曲「Killer Bee」がYouTubeにて公開され、また初のシングル・カット曲「Down & Dirty」は4月に発売された。その後更に「I'm a Cliché」、「Save Me」、「What Have You Done」の3曲がシングル化された。

### ユーロビジョン・ソング・コンテスト2013
2012年10月17日、オランダの放送局TROSの決定に基づき、自身がユーロビジョン・ソング・コンテスト2013のオランダ代表となったことをFacebookを通じて発表した。大会は2013年5月にスウェーデンのマルメで開催され、オランダ代表として「Birds」を歌う。

## 音楽性
アヌークの音楽性はジョーン・オズボーン、メリッサ・エスリッジ、アラニス・モリセットなどと比較される。「Nobody’s Wife」や「R U Kiddin' Me」といった力強いロックの楽曲が知られる一方、「Lost」や「Michel」といったはかない曲も多い。ロック／ポップスに加えてソウル、ファンク、ヒップホップといった要素を試行することもある。

## 私生活
1998年までマネージャーであったEdwin Jansenが夫であった。その後2004年3月16日にレゲエ／ラップ・バンドポストメンのリーダー・レモン・ストタインと結婚する。アヌークはレモン・ストタインとの間に3人の子をもうけるが、2008年5月に2人は「円満に」離別したと発表された。
2010年、ラッパーのアノーソドックスとの間に4人目の子をもうけるが、アノーソドックスとの関係もその後終わった。
2024年2月、SNSでトランス女性を女性として認めない旨の投稿をしたため、批判を受けた。

## ディスコグラフィー

### スタジオ・アルバム
- Together Alone (1997)
- Urban Solitude (1999)
- Graduated Fool (2003)
- Hotel New York (2004)
- Who's Your Momma? (2007)
- For Bitter or Worse (2009)
- To Get Her Together (2011)
- Sad Singalong Songs (2013)

### ライヴ・アルバム
- Update (2004)
- Anouk Is Alive (2006)
- Live at Gelredome (2008)

### コンピレーション・アルバム
- Lost Tracks (2002)

## 受賞歴
オランダTMF賞
| 年   | 作品                             | 賞                   | 結果       |
| ---- | -------------------------------- | -------------------- | ---------- |
| 1998 | "Nobody's Wife"                  | Best New Single      | 受賞       |
| 1998 |                                  | Best Newcoming Act   | 受賞       |
| 2000 |                                  | Best Single          | 受賞       |
| 2000 |                                  | Best Female          | 受賞       |
| 2000 |                                  | Best Live Act        | 受賞       |
| 2000 |                                  | Best Videoclip       | 受賞       |
| 2003 |                                  | Best Female          | 受賞       |
| 2005 |                                  | Best Female National | 受賞       |
| 2005 |                                  | Best Videoclip       | ノミネート |
| 2005 |                                  | Artist of the Decade | ノミネート |
| 2006 |                                  | Best Female National | 受賞       |
| 2006 |                                  | Best Rock Act        | 受賞       |
| 2006 | "DownHill" (Postmen feat. Anouk) | Best Video           | 受賞       |

2006年、オランダの歌手マルコ・ボルサトとともに、「毎年同じ顔ぶれでは飽きるだろう」として以降のTMF賞へのノミネートを辞退する旨を発表した。
エディソン賞
| 年   | 作品                | 賞                               | 結果       |
| ---- | ------------------- | -------------------------------- | ---------- |
| 1998 | "Nobody's Wife"     | Best Videoclip                   | 受賞       |
| 1998 |                     | Best New Artist                  | 受賞       |
| 1998 |                     | Best Female Artist               | 受賞       |
| 2000 |                     | Best Female Artist (Public vote) | 受賞       |
| 2000 |                     | Best Artist (Jury vote)          | 受賞       |
| 2001 | "Michel"            | Best Single                      | 受賞       |
| 2003 |                     | Best Dutch Female                | 受賞       |
| 2006 |                     | Best Dutch Female                | 受賞       |
| 2011 |                     | Best Female Artist               | 受賞       |
| 2011 | To Get Her Together | Best Album                       | ノミネート |
| 2011 | "Down & Dirty"      | Best Song                        | ノミネート |

3FMラジオ賞
| 年   | 作品                | 賞                                | 結果 |
| ---- | ------------------- | --------------------------------- | ---- |
| 2005 |                     | Best Female                       | 受賞 |
| 2005 | "Girl"              | Best Single                       | 受賞 |
| 2005 |                     | Best Musician Voted by Colleagues | 受賞 |
| 2006 |                     | Best Female Singer                | 受賞 |
| 2008 |                     | Best Female Singer                | 受賞 |
| 2008 |                     | Best Rock Artist                  | 受賞 |
| 2008 | Who's Your Mama     | Best Album                        | 受賞 |
| 2010 |                     | Best Female Singer                | 受賞 |
| 2010 | For Bitter or Worse | Best Album                        | 受賞 |
| 2011 |                     | Best Live Act                     | 受賞 |

ベルギーTMF賞
| 年   | 作品           | 賞                               | 結果       |
| ---- | -------------- | -------------------------------- | ---------- |
| 2005 |                | Best International Female Artist | 受賞       |
| 2005 | Hotel New York | Best International Album         | 受賞       |
| 2005 | "Girl"         | Best International Video         | 受賞       |
| 2006 |                | Best International Live Act      | 受賞       |
| 2006 |                | Best International Female Artist | ノミネート |

MTVヨーロッパ・ミュージック・アワード
| 年   | 作品 | 賞                     | 結果 |
| ---- | ---- | ---------------------- | ---- |
| 2005 |      | Best Dutch/Belgian Act | 受賞 |
| 2006 |      | Best Dutch Act         | 受賞 |

その他
- Noorderslag Popprijs 2001 [5]
- ゴールデン・ハープ（英語版） 2003 [27]